# Felton Jarvis
Charles Felton Jarvis (15 de noviembre de 1934 - 3 de enero de 1981) fue un cantante y productor discográfico estadounidense.

## Trayectoria profesional
Como cantante publicó algunos sencillos a finales de la década de 1950 y principios de los 60, sin embargo, tuvo más éxito como productor discográfico. Trabajó para la compañía discográfica RCA Victor, donde fue responsable de la mayoría de las grabaciones de Elvis Presley entre los años 1966 y 1977. Produjo álbumes para artistas como Tommy Roe, Michael Nesmith, Fats Domino, Jimmy Dean, Fess Parker, Charley Pride, Carl Perkins, Skeeter Davis, Willie Nelson, Gladys Knight & the Pips, Maria Dallas y Jerry Reed. Produjo también los primeros seis álbumes de John Hartford.
A mediados de diciembre de 1980, Jarvis terminó un proyecto discográfico para RCA Records llamado Guitar Man, que contenía diez canciones previamente grabadas que combinaban la voz original de Elvis Presley con nuevas pistas instrumentales superpuestas.
El 16 de diciembre de 1980, Jarvis y Jerry Flowers, un empleado de RCA Records, discutieron preguntas para una entrevista de radio que se realizaría la semana posterior al lanzamiento del álbum. La conversación fue capturada en una cinta de casete e incluye pensamientos sobre el proyecto Guitar Man y la carrera de Jarvis. 
La entrevista radial nunca llegó a emitirse porque Jarvis sufrió un derrame cerebral el 19 de diciembre de 1980. Fue ingresado en un hospital de Nashville y murió allí el 3 de enero de 1981 a la edad de 46 años. 

## Discografía

### Sencillos como solista
- "Honest John (The Workin' Man's Friend)" / "Don't Knock Elvis" (1959) – para el sello Viva Records
- "Swingin' Cat" / "Honest John (The Working Man's Friend)" (1960) – para el sello Thunder Int. Columbia Miss
- "Dimples" / "Little Wheel" (1960) – para el sello Thunder Int. Columbia Miss
- "Indian Love Call" / "Goin' Down Town" (1961) – para el sello MGM
- "Ski King" / "Be-I-Bye" (1964) – para el sello ABC-Paramount
- "Too Many Tigers" / "Knickle Knuckle" (1965) – para el sello ABC-Paramount